# FlyLAL
FlyLAL (lit. Lietuvos Avialinijos, ang. Lithuanian Airlines) – nieistniejące litewskie linie lotnicze powstałe w 1991, upadłe w styczniu 2009. kod IATA: TE, kod ICAO: LIL. Główne lotniska to Wilno i Kowno.

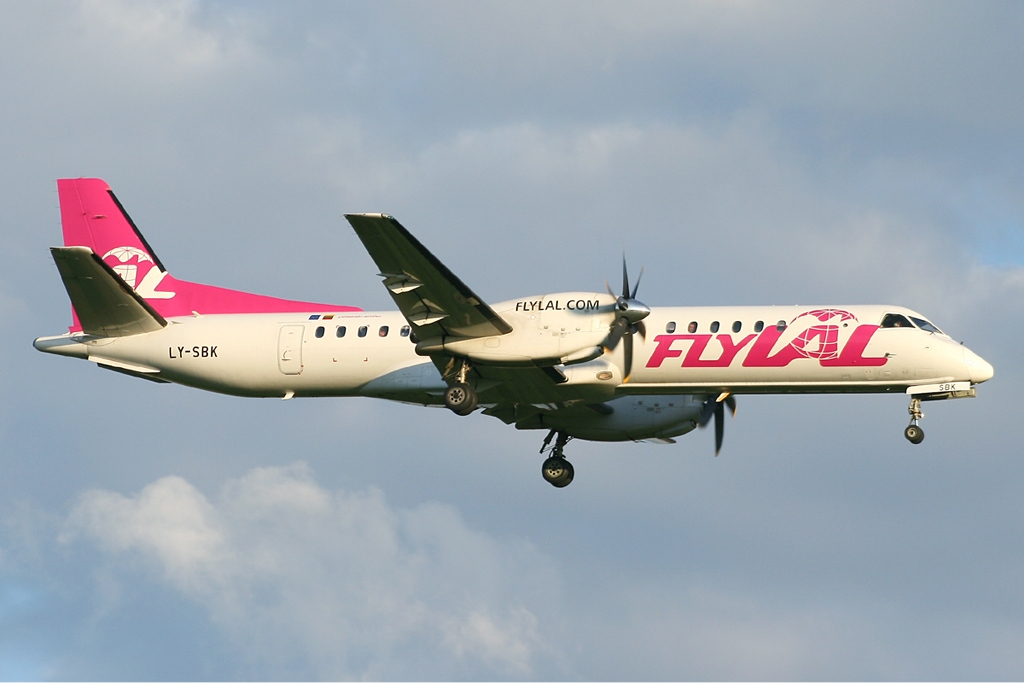
Saab 2000 linii flyLAL

## Porty docelowe
- Belgia
  - Bruksela (Port lotniczy Bruksela)
- Estonia
  - Tallinn (Port lotniczy Tallinn)
- Francja
  - Paryż (Port lotniczy Paryż-Roissy-Charles de Gaulle)
- Holandia
  - Amsterdam (Port lotniczy Amsterdam-Schiphol)
- Irlandia
  - Dublin (Port lotniczy Dublin)
- Litwa
  - Połąga (Port lotniczy Połąga)
  - Wilno (Port lotniczy Wilno)
- Niemcy
  - Frankfurt nad Menem (Port lotniczy Frankfurt)
  - Hamburg (Port lotniczy Hamburg)
  - Hanower (Port lotniczy Hanower)
- Rosja
  - Moskwa (Port lotniczy Moskwa-Szeremietiewo)
- Turcja
  - Stambuł (Port lotniczy Stambuł-Atatürk)
- Ukraina
  - Kijów (Port lotniczy Kijów-Boryspol)
- Wielka Brytania
  - Londyn (Port lotniczy Londyn-Gatwick)
- Włochy
  - Mediolan (Port lotniczy Mediolan-Malpensa)

## Flota
- 2 Boeing 737-300
- 4 Boeing 737-500
- 6 Saab 2000